# Ozero Nedrovo
Ozero Nedrovo (ryska: Озеро Недрово) är en sjö i Belarus.   Den ligger i voblasten Vitsebsks voblast, i den norra delen av landet, 200 km norr om huvudstaden Minsk. Ozero Nedrovo ligger 127 meter över havet. Arean är 5,5 kvadratkilometer. Den sträcker sig 3,4 kilometer i nord-sydlig riktning, och 3,9 kilometer i öst-västlig riktning.
I omgivningarna runt Ozero Nedrovo växer huvudsakligen savannskog. Runt Ozero Nedrovo är det glesbefolkat, med 16 invånare per kvadratkilometer.